# Koprivnički Ivanec
Koprivnički Ivanec es un municipio de Croacia en el condado de Koprivnica-Križevci.

## Geografía
Se encuentra a una altitud de 140 m s. n. m. a 102 km de la capital nacional, Zagreb.

## Demografía
En el censo 2011, el total de población del municipio fue de 2121 habitantes, distribuidos en las siguientes localidades:
- Botinovec - 176
- Goričko - 141
- Koprivnički Ivanec - 1 193
- Kunovec - 488
- Pustakovec - 123

| Gráfica de población de Koprivnički Ivanec 1857-2011                |
|                                                                     |
| Según los censos de población de la oficina estadística de Croacia. |